# Lô ba Trung Bộ
Lô ba Trung Bộ (danh pháp: Globba annamensis) là một loài thực vật có hoa trong họ Gừng. Loài này được Gagnep. mô tả khoa học đầu tiên năm 1907.